# Vinderei
Vinderei – wieś w Rumunii, w okręgu Vaslui, w gminie Vinderei. W 2011 roku liczyła 934 mieszkańców.